# Abaxitrella hieroglyphica
Abaxitrella hieroglyphica är en insektsart som beskrevs av Andrej Vasiljevitj Gorochov 2002. Abaxitrella hieroglyphica ingår i släktet Abaxitrella och familjen syrsor. Inga underarter finns listade i Catalogue of Life.